# Ватенин, Валерий Владимирович
Ватенин Валерий Владимирович (27 января 1933, Ленинград — 16 июня 1977, там же) — советский живописец, график, педагог, член Ленинградской организации Союза художников РСФСР.

## Биография
Родился 27 января 1933 года в Ленинграде на улице Петра Лаврова (ныне Фурштатской) и, как пишет Н. Ватенина, вдова художника и его биограф, провёл здесь всю жизнь, за исключением нескольких военных лет. После начала Великой Отечественной войны был эвакуирован со школой № 203 в Шабалинский район Кировской (Вятской) области, откуда возвратился в Ленинград в 1945 году.
В 1947 году поступил в Ленинградское художественно-педагогическое училище (ныне имени Н. К. Рериха), которое окончил в 1952 году. Дипломная работа — «А. Ф. Можайский — создатель первого в мире самолёта».
В 1953 году поступил на первый курс факультета живописи Ленинградского института живописи, скульптуры и архитектуры имени И. Е. Репина. Занимался у Валерия Пименова, Леонида Худякова, Александра Зайцева. На летнюю практику выезжает в Горный Алтай (1956 год, руководитель П. Т. Фомин) и Среднюю Азию (1957 год, руководитель Н. И. Андрецов). В 1959 окончил институт по мастерской профессора Бориса Иогансона с присвоением квалификации художника живописи. Дипломная работа — картина «На балконе».
С 1959 участвовал в выставках, экспонируя свои работы вместе с произведениями ведущих мастеров изобразительного искусства Ленинграда. Писал портреты, жанровые и сложносочинённые композиции, натюрморты, городские пейзажи. Работал в технике масляной и темперной живописи, акварели и карандашного рисунка, коллажа. Занимался станковой и монументальной живописью. В 1965 был принят в члены Ленинградской организации Союза художников РСФСР. В картинах Ватенина реальность соседствовала с вымыслом. Портрет, пейзаж, натюрморт утрачивали канонические жанровые границы и представали как картины-размышления о жизни в её сложных пространственно-временных метаморфозах. Совершил поездки в Старую и Новую Ладогу, Псков, Новгород, Каширу, Владимир, Суздаль, Алупку, Горный Алтай, работал на творческой даче Д. Н. Кардовского в Переславле. Посетил Польшу, Чехословакию, Италию.
Среди произведений, созданных Ватениным, картины «Швеи» (1960), «Зима под Москвой», «Май» (обе 1961), «Автопортрет», «Белая ночь. Фонтанка» (обе 1962), «Ночная смена», «Ленинградский пейзаж», «Портрет Светланы» (все 1964), «В мастерской» (1965), «Девочка, лампа и птица», «Суздаль», «Натюрморт с консервной банкой», «Портрет Светланы» (все 1966), «Субботний вечер на Онеге», «Весенний узор», «Художник и модель», «Вяленый корпус» (все 1967), «Рыбы и птицы», «Аллея в Нарве», «В сумерках» (все 1968), «В саду» (1969), «Эскалатор» (1970), «Море и дети», «Автопортет» (обе 1971), «Мать солдата», «Невеста» (1972), «Житие живописца Ватенина» (1973), «Усть—Малома», «Ожидание» (обе 1974), «Бабье лето», «Эвакуация» (обе 1975), «Натюрморт с колоколами» (1976) и другие.
В 1965—1973 годах Ватенин преподавал на кафедре общей живописи ленинградского Высшего художественно-промышленного училища имени В. И. Мухиной. Персональные выставки произведений художника были показаны в 1985 году в Ленинграде в Выставочном центре ЛОСХ РСФСР и в 1990 году в Москве.
В 1972 г. объединился с другими художниками в Группу "Одиннадцати", в которую вместе с ним входили Завен Аршакуни, Ярослав Крестовский, Герман Егошин, Виталий Тюленев, Борис Шаманов, Виктор Тетерин, Валентина Рахина, Евгения Антипова, Леонид Ткаченко, Константин Симун;  участвовал вместе со всеми в 1972 и в 1976 гг. в двух общих выставках группы, прошедших в выставочном зале Союза Художников России на Охте.
Скончался 16 июня 1977 года в результате дорожной аварии в Ленинграде на 45-м году жизни. Похоронен на Богословском кладбище.
Произведения Ватенина находятся в Государственном Русском музее, Государственной Третьяковской галерее, в многочисленных музеях и частных собраниях в России, Японии, Италии, Франции и других странах. Известны живописные, графические и скульптурные портреты В. Ватенина, исполненные в разные годы ленинградскими художниками, в том числе В. Янтарёвым , И. Бройдо, И. Венковой (все 1971).

## Выставки
- 1960 год (Ленинград): Выставка произведений ленинградских художников.
- 1961 год (Ленинград): «Выставка произведений ленинградских художников» открылась в залах Государственного Русского музея.
- 1962 год (Ленинград): "Осенняя выставка произведений ленинградских художников".
- 1964 год (Ленинград): Ленинград. Зональная выставка.
- 1969 год (Ленинград): Весенняя выставка произведений ленинградских художников.
- 1971 год (Ленинград): Наш современник. Каталог выставки произведений ленинградских художников 1971 года.
- 1972 год (Ленинград): По Родной стране. Выставка произведений ленинградских художников.
- 1973 год (Ленинград): Натюрморт. Выставка произведений ленинградских художников.
- 1975 год (Ленинград): Наш современник. Зональная выставка произведений ленинградских художников.
- 1976 год (Москва): Изобразительное искусство Ленинграда.
- 1977 год (Ленинград): Выставка произведений ленинградских художников, посвящённая 60-летию Великого Октября.
- 1985 год (Ленинград): Выставка произведений Валерия Ватенина в залах Ленинградской организации Союза художников РСФСР.
- 1990 год (Москва): Выставка произведений Валерия Ватенина в залах Союза художников РСФСР (Кузнецкий мост, 20).